# Pryšec bahenní

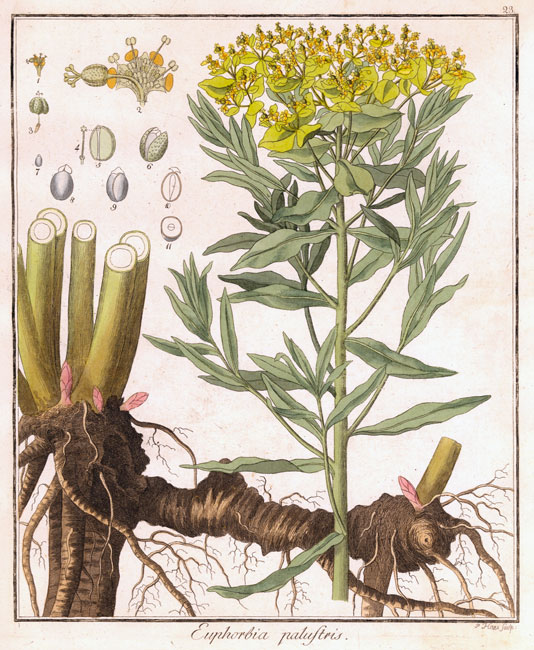
Nákres pryšce bahenního

Pryšec bahenní (Euphorbia palustris) je vytrvalá, planě rostoucí rostlina, z mnoha pryšců rostoucích v české přírodě je nejstatnější, za příhodných podmínek může vyrůst až do výšky 1,5 m. Je druhem vyskytujícím se na bažinatých stanovištích, požaduje alespoň v jarním období dostatek vláhy. V závislosti na mizení vhodných biotopů se tato vlhkomilná bylina stala v České republice vzácnou.

## Rozšíření
Vyskytuje se v převážné časti Evropy, od Španělska a Velké Británie na západě, přes jižní okraj Skandinávie na severu a Středozemí na jihu a přes Pobaltí, Ukrajinu a Rusko až po Ural na východě. Nespojitě je dále rozšířen podél Černého moře v Turecku a na Kavkaze, v oblasti Sibiře a částečně i ve Střední Asii.
V ČR roste převážně v planárních polohách termofytika podél velkých řek, často přímo v místech se stojatou nebo jen pomalu tekoucí vodou. Nejobvyklejší je na Moravě v inundacích okolo řek Moravy, Dyje (národní přírodní rezervace Křivé jezero) a Svratky, jen ojediněle se objevuje v Čechách podél Labe a Cidliny.

## Ekologie
Je rostlinou vlhkých luk a příkopů, nejčastěji se objevuje v říčních nivách v rákosinách, křovinách a lužních lesích, v terénních sníženinách podmáčených podzemní nebo na místech periodicky zaplavovaných povrchovou vodou. Vyskytuje se v hlubokých, těžkých, na živiny a humus bohatých půdách, které jsou neutrální až mírně zásadité. Při poranění roní bílé mléko dráždící kůži. Je hemikryptofyt kvetoucí v květnu až červenci. Ploidie druhu je 2n = 20.

## Popis
Z tlustého, hnědého vícehlavého oddenku vyrůstá přímá, silná, dutá lodyha obvykle vysoká 50 až 120 cm. Bývá až 1 cm tlustá, mírně ojíněná nebo lysá, po celé délce rýhovaná a v horní části z ní odbočují četné postranní, nekvetoucí větve, které se během vegetační sezóna výrazně prodlužují a dávají rostlině stromkovitý vzhled. Střídavé kopinaté list přisedají k lodyze zúženou bázi, jsou dlouhé 4 až 7 a široké 1 až 2 cm, po obvodě jsou celokrajné a jen u vrcholu oddáleně jemně zubaté. Na lícní straně jsou světle až tmavě zelené, na rubové modrozelené a s podzimem se, včetně lodyhy, zabarvují červeně.
Květenství tvoří cyathia umístěná v koncových i úžlabních lichookolících s obvejčitými, na konci tupými podpůrnými listeny. Vrcholový okolík obvykle mívá pět větví, které se dále rozvětvují v postranní květenství. Zákrovní listence jsou podlouhlé či obvejčité, nápadně žlutavě zbarvené a nebývají srostlé. Nektaria jsou příčné oválná, žlutá až nahnědlá a jsou bez růžkatých výrůstků. Po opylení hmyzem vznikají plody, kulovité tobolky. Bývají 4 až 5 mm velké, vždy jsou pokryté válcovitými bradavkami a někdy také řídce rostoucími chlupy. Tobolky obsahují četná, vejcovitá, asi 3,5 mm velká, hladká, šedohnědá semena s masíčkem.
Někdy bývá pryšec bahenní zaměňován s pryšcem lesklým, jehož lodyhy vyrůstají jednotlivě, v horní části nevytvářejí boční větve, lodyžní listy má u báze slabě srdčité a tobolky nemá bradavčité, ale hladké.

## Význam
Bývá pěstován jako ozdobná rostlina u zahradních mokřin, kde v době kvetení je nápadný svou zářivě žlutou barvou listenů a na podzim červenavým zabarvením lodyh i listů. Pro své jedovaté mléko není vhodný do prostředí s dětmi, na pokožce způsobuje puchýře a při styku se sliznicí nebo s očima vyvolává záněty. V minulosti se v lidovém léčitelství jeho listy přikládaly na bradavice pro jejich sloupnutí. V přírodě nebývá spásán zvěří.

## Ohrožení
V České přírodě se jedná o chráněnou rostlinu, která se následkem regulací vodních toků a celkových úprav vodního režimu na tradičních lokalitách stává velice vzácnou. Ve "Vyhlášce MŽP ČR č. 395/1992 Sb. ve znění vyhl. č. 175/2006 Sb" je pryšec bahenní zařazen mezi druhy silně ohrožené (§2) a v "Červeném seznam cévnatých rostlin České republiky z roku 2012" mezi druhy ohrožené (C3).

## Galerie

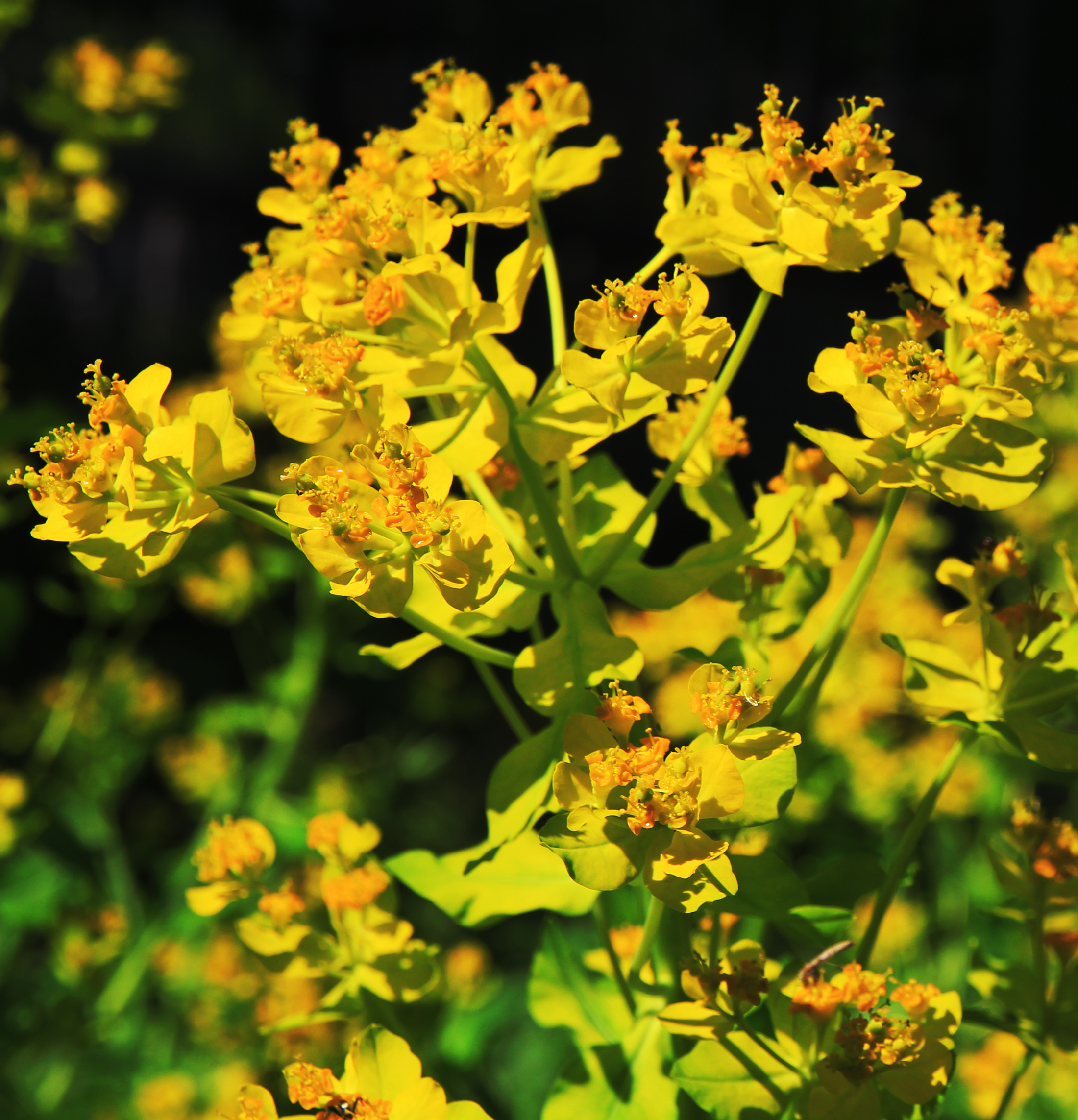
Kvetoucí pryšec bahenní
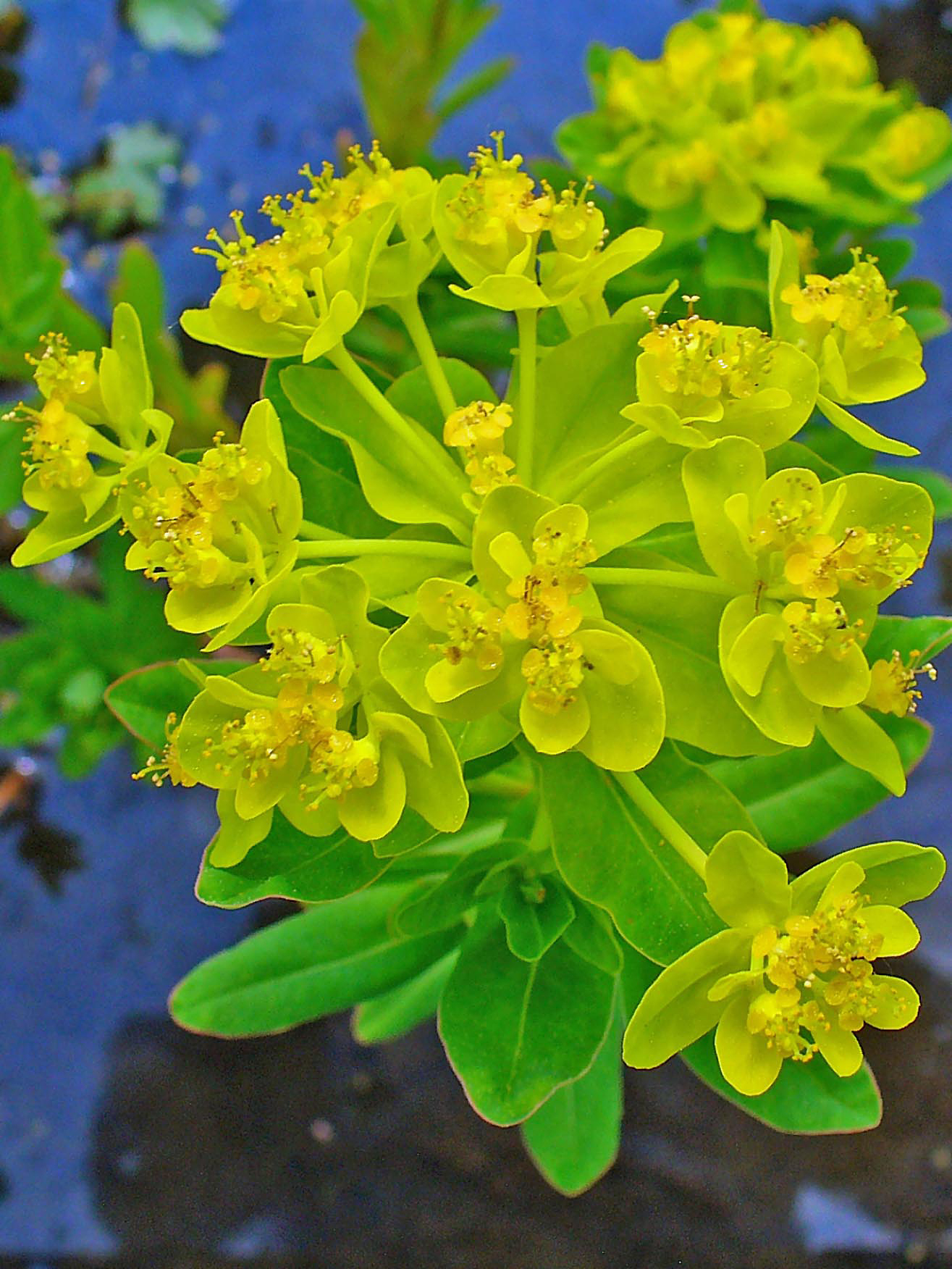
Květenství
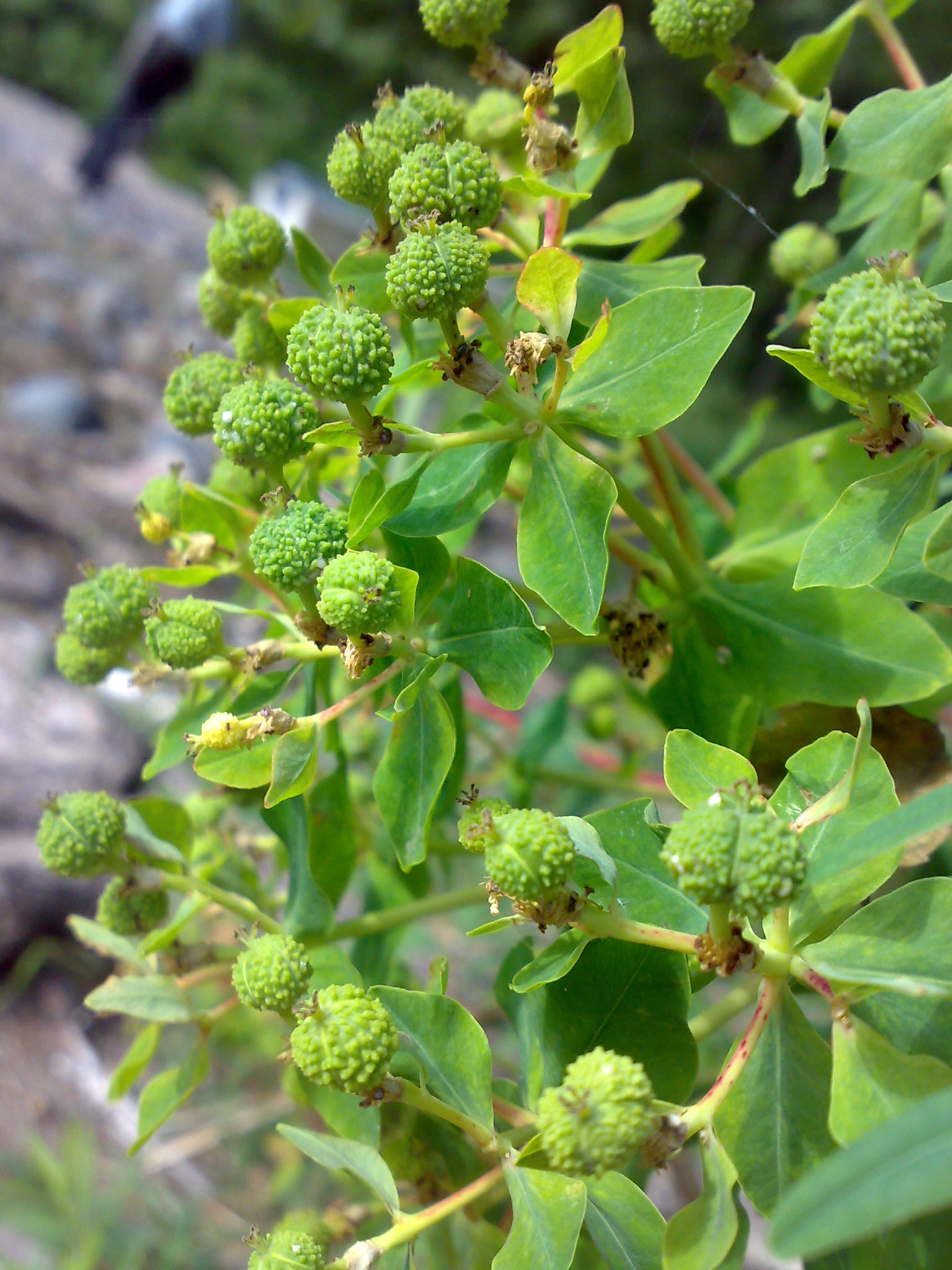
Zrající plody